# Anna Persson (skulptör)
Anna Pamela Ingeborg Persson, född 10 september 1883 i Helsingborg, död där 1 november 1967, var en svensk skulptör.
Hon var dotter till sjökaptenen Paul Persson och Chrestin Lundström. Persson  studerade vid Althins målarskola i Stockholm 1917–1918 och vid Gerda Sprinchorns bildhuggarateljé 1918–1919 samt för Anders Bundgaard i Köpenhamn 1919–1922 och vid Staatliche Kunstgewerbeschule i Hamburg. Därefter företog hon ett antal studieresor till bland annat Österrike, Frankrike och Italien. Separat ställde hon ut i Hamburg 1924 och i Karlstad 1928. Hon medverkade i samlingsutställningar på Kunsthalle i Hamburg 1921–1922 och med Skånes konstförening 1925–1927 samt i utställningar anordnade av Helsingborgs konstförening. Hennes konst består av mindre figurer samt porträttbyster i en naturalistisk stil. Persson är representerad vid Kunstgewerbeschule i Hamburg.